# Convento di San Francesco Vecchio
Il convento di San Francesco Vecchio era un edificio religioso situato a Castiglione della Pescaia.
L'edificio religioso fu fatto costruire in epoca medievale, in posizione rialzata nei pressi delle Mura di Castiglione della Pescaia, rispetto al cui tracciato si trovava all'esterno. Presso il convento sorgeva anche uno dei molini a vento che caratterizzavano anticamente il territorio castiglionese. La struttura religiosa tra il periodo tardomedievale e il periodo rinascimentale fu sostituita nelle sue funzioni dal convento di San Francesco Nuovo, che si presentava di dimensioni molto più ampie ed era situato in posizione pianeggiante nei pressi del canale e della primitiva cerchia delle Mura Pisane. A metà Settecento il complesso religioso risultava oramai già in rovina.
Del convento di San Francesco Vecchio sono state perse completamente le tracce. La sua esistenza e la sua storia sono documentate in alcuni manoscritti d'epoca, grazie ai quali è stato possibile identificare con approssimazione il luogo della sua ubicazione nei pressi delle mura del borgo alto, ma all'esterno del circuito stesso, lungo l'antica via del Comune. Quasi sicuramente il complesso religioso si trovava non lontano della porta e della chiesa di Santa Maria del Giglio.